# エンリル
エンリル（シュメール語: 𒀭𒂗𒇸/𒀭𒂗𒆤 - DEnlil/DEnlil2）またはエッリル（アッカド語: DEllil）は、古代メソポタミア神話に登場するニップルの守護神。シュメール・アッカドにおける事実上の最高権力者。彼に象徴される数字は50、随獣は怪鳥アンズー。
ヌナムニルという別称もあるが、通常「エンリル」と呼ばれるその名はシュメール語で EN「主人」、LIL「風」を指し（エンリルは北風、ニンリルは南風にたとえられることもある）、嵐や力を象徴することから「荒れ狂う嵐」「野生の雄牛」という異名を持つ。また、至高神の位にあるエンリルはアッカド語で「主人」を意味する「ベール」とも呼ばれ、後にエンリルに代わって至高神となった者たちも、エンリルのように「ベールの称号」を得た。

## 概要
エンリルは実に畏れ多い神だったようで、姿そのものだけでなく身から発する畏怖の光輝「メラム」すらをも（それも神々でさえ）見ることは叶わなかったという。エンリルを直に目視できた者が少なかったことや、風や大気といった絵的に表現しにくい神格を宿していたために、エンリルのはっきりとした図像は確認されていない。ただしエンリルは基本的に人間と同じ姿をしていたとされ、多くの文献では神の証である「角の生えた冠」を被り、王者に相応しい壮麗な衣をまとい、神々の運命を記した天命の粘土板「トゥプシマティ」を手に持った長いひげの男性として描かれる。

### 性格
その性格は短慮で激情家、人間に対してだけでなく神々の間ですら問題を起こすような我の強い神だった。神の中には人間に対して慈悲を持ち合せた者もいるが、エンリルの場合は情を覚えたり哀れみを向けたりすることはなく、むしろ個人的な欲求から破壊行為を次々と引き起こしていく。例えば、異民族の流入による都市の滅亡、洪水などの天変地異、疫病蔓延など人類にとってのネガティブな事象の原因その全てが、最高責任者であるエンリルにあった。
しかしこれらの破壊的・暴力的な側面は、エンリルに宿る神格を考慮すれば当然のことでもある。嵐や風と密接に結びついていると言ってもよい。大規模な撃滅を招く一方で、嵐は恵みの雨をもたらし、風は季節の変わり目を伝え帆を膨らませ植物を受粉させる。エンリルの司る力は破壊的な力の権化でありながら、世界秩序を確保するものでもあった。

### 神殿
エンリルの主な信仰地域で守護都市でもあるニップルには、エンリルが自身で建造した神殿「エクル」がある。神殿の外にはジグラットと呼ばれる聖塔「エドゥルアンキ」が建ち、エドゥルアンキはエンリルに大地の神としての属性を与え、「偉大な山（クルガル）」と呼ばれる基礎となった。神殿の中には「キウル」と呼ばれる聖所があり、キウルの一角に相当する「ウブシュウキンナ」は神々の会議の場としても使用された。

### 伝承
エンリルの出自に関する記録は時代・地域によって異なりはあるが、人類創造や天地開闢のような創世神話にまで至る古い歴史を持つ。代表的なものに、エンリルは天空神のアヌと地母神のキから産まれ、その際に天と地を分かち現在世界の形を生み出したとされる。更にアヌからキを奪い、キに代わって地上の支配者になった後、神々の労働を肩代わりさせるためにキと交わって人間を生み出した。この流れは、原初の天空神（＝アヌ）から農耕に不可欠な雨をもたらす「嵐」と「風」の神（＝エンリル）へと信仰が変動していったことを意味している。

### 系譜
エンリルの系譜に関しては説話によって違いがある。配偶神は穀物神のニンリルとアシュナン、豊穣神のニントゥ、子どもには月神のシン（シュメール名：ナンナ）を授かったとされる他、冥界の男神ネルガル、治癒神メスラムタエア、医術神ニンアズ、冥界の宰相ナムタルなどを持つ。神話によっては降雨を司る男神イシュクル（アッカド名：アダド）や金星の女神イナンナ（アッカド名:イシュタル）、戦を司る男神ザババなどもエンリルの子であるとする例もある。また、諸説あるが兄弟姉妹についても複数の神がいたものと思われる。

## 神性
シュメール・アッカドの頂点に立つ神はアヌだが、アヌは早い段階で「暇な神（デウス・オティオースス）」となり、その下で実権を握ったのがアヌに次ぐ第2位の神エンリルと第3位の神エアであった。実権者であるエンリルは嵐・大気・大地・秩序・創造・王権などに関わる多くの役割と神格を持つが、神話に登場するエンリルは大概、神々の指導者や代表者として描かれる。
暇な神とは言えパンテオン第1位の座にアヌがいたにもかかわらず、エンリルが事実上の最高神となったことについては諸説ある。基本的には各都市国家の主権が移行していったことによる影響が大きい。ただし、後代でエンリルに代わりマルドゥクが最高神の位に就いたときなどのように、エンリルを始めとする古い神々への尊敬が失われることはなかった。

### 秩序の神
神々は度々集まっては会議を開くが、その開催場所が上述のようにエンリルの神殿エクル内にある聖所「ウブシュウキンナ」であったとされる。会議はアヌ主催で開かれ、「運命を決する7柱の神」によって進行し、「採決。アヌ神とエンリル神の命令」の結びで決議される。この際の決定事項はトゥプシマティに書き込まれ、「エンリル権」なる権限を遣ってエンリル自身が執行した。
ここでいう秩序とは一般に「メ」を指す。メは「神の掟」「太古から神々によって定められた規範」であり、アヌやエンリルの管轄であったというがエアが司るものでもあり、エアの神殿名を取って「エリドゥの掟」とも呼ばれていた。「メ」は神々が掌握する秩序として神話世界の根底に位置し、その絶対的な効力が発揮され人々の生活を律していたとされる。

### 王権の神
エンリルはシュメール統治にあずかる最高神としてイメージされており、領域国家の時期および統一国家確立期には王権を授与する神としてとらえられている。ただし、都市国家分立の時代や統一国家形成期における王権を授与する神はむしろイナンナであった。すなわち、都市国家分立の時代（イナンナ）→領域国家の時期（エンリル）→統一国家形成期（イナンナ）→統一国家確立期（エンリル）という交代がみられ、そこには、安定した統治を願う時代にはエンリル、拡張主義の時代にはイナンナという区別が認められる。
王権授与の役割を持つエンリルに任命を受けることで、各都市の王や統治者はその正当性を示すことができるため、王に敵対することはエンリルに敵対することとイコールであり、敵対者は大いなる秩序の破壊者としてみなされた。秩序の破壊者を討ち取ることも当時の王たちの務めであったとされ、多くの侵略戦争はエンリルの名の下で行われたという。

## 神話
絶対的な権力者として秩序と王権を体現したエンリルだが、神話の中の彼は指導者でありながら裁かれる身となったり、後述の大洪水伝説を含め冷酷で残忍な人物のように描かれており、全体を通して不名誉なエピソードが多い。

### エンリルと鶴嘴
天と地が分かれて後、エンリルはニップル市内の聖所「ドゥルアンキ」のウズムア祭儀場で殺した2柱の神の血を用い、他の神々と協力して人間を創った。この神話において、人間は自生したようでいて実は神々の仕事を割り当てるために創られた存在であり、エンリルは人間を働かせるための道具「つるはし」を与えている。

#### 人間の創り方
上述の例はエンリルが関与する創世記録の1つであるが、古代メソポタミアにおける同様の伝承は他にもあり、シュメール系創世神話『エンキ神とニンマフ女神』・バビロニア系創世神話『エヌマ・エリシュ』の2つは『エンリルと鶴嘴』と比べると、天地隔離や人類創造の経緯や場所、関わる人や神がそれぞれ異なって描かれている。エンリルは前者の神話において人間を生み出すようにエアに命令し、後者ではティアマトを討伐する際にマルドゥクを指名した。また、エンリルがやったように血ではなく、粘土で人類創造が行われたとする説もポピュラーである（資材の枯渇していた古代メソポタミアの特に南部、シュメール文明のそこらじゅう何処にでもある素材と言えば粘土だったため）。

### エンリルとニンリル
この物語は言うなれば「成人向け神話」である。古バビロニア時代及び中期バビロニア時代から新アッシリア帝国時代（紀元前2千年紀-紀元前609年）にシュメール語で書かれた写本から復元された。全文は154行ほどと短めで、内容はほぼ分かり切っている。
エンリルが若者であった頃、とあるニップル市内。処女（おとめ）ニンリル女神は母親ヌンバルシェグヌから「エンリルの目に止まっては困るので、ヌンビルドゥの河へ行ってはいけない。外で水浴びをしてもいけない」という忠告をくどいほど受けた。しかしニンリルは言いつけを破り、聖なる河で水遊びをし、ヌンビルドゥ運河の土手を歩いてしまったために、エンリルに目を付けられる。エンリルはニンリルを口説くと、ニンリルは頑是ない態度であられもないことを口走った。エンリルは彼の従神ヌスクが用意した船の上で、思いを遂げんとばかりにニンリルを強姦。このたった1回の行為で、ニンリルはシンを受胎してしまう。
エンリルは神々の指導者であるにもかかわらず、強姦の罪に問われ「50柱の神々」と「運命を決する7柱の神々」によって逮捕・天界を追放され、冥界へ落とされた。あろうことか、このとき被害者であるはずのニンリルは、エンリルを追って自ら冥界へ旅立ったという。
一方エンリルは、冥界の門番に「もしニンリルが訪ねて来ても、私の居場所を教えてはならぬ」と釘を指していた。更にエンリルは正体を隠すため門番に姿を変え、後を追ってきたニンリルから「エンリルは何処かしら」と伺いを受けても門番のふりをして問いに応じずにいた。ニンリルが「私の子宮には、輝く種（子宝＝シン）がいるのです」と訴えると、門番（のふりをしたエンリル）は「その子は月神。天まで上がっていくでしょう。天へ行くエンリルの子の代わりに、私の子をキ（シュメール語で言う地）へ行かせましょう」と巧みにニンリルを誘い、門番（のふりをしたエンリル）は再びニンリルと交わり、シンの代わりに「キ」へ赴くネルガル（メスラムタエア）を受胎させた。
この後、同じことが2度繰り返される。1回は冥界を流れる「『人食い河』の人」に化けてニンアズを、もう1回は「人食い河」を導く「渡し船の人」に化けてエンビルルを、エンリルはそれぞれの場所で任意のものに姿を変えてニンリルを惑わし、2人の神を孕ませた。
奇妙なことに、物語の流れはこれを以って終了し最後はエンリルを延々と讃える叙述で結ばれる。

#### 解説
当神話に劇的な展開はなく、ニップルを高所から俯瞰しているであろう作者による市内の景観描写から始まり、2人の若い男女神の交合、結びのエンリル讃歌と、ごく単純な構成で仕上げられている。物語を読み解く上で重要なのは、エンリルがおそらく最高権力者というよりはまだ「若者」であったことと、嵐や風を司るエンリルの「属性」にあると考えられる。思慮分別に欠ける若年時代である上に宿す神格が破壊的効力であるならば、既に母親とさえ交わった経験のあるエンリルが年若い女神を1人犯すくらいのことはあって不思議ではない。ただしギリシア神話に登場するゼウスのように、何人もの女神と関係を持ち腹違いの子どもを多産させるほど非道下劣というわけでもなかった。

#### 誘惑の理由
冥界へ下りた者が再び地上へ戻るための「対価として身代わりを用意しなければならない」というルールに倣い、一計を案じたエンリルは自身とニンリル・シンの3人に代わる犠牲を用意する必要があった。これは、作中の言葉「キ」を「地」ではなく「冥界」あるいは「下方」と訳すと自然である。冥界に置き去りにされたネルガル（メスラムタエア）・ニンアズ、そしてエンビルルの3人の子どもたちは、兄シンのように天界に名を馳せる神ではなく、冥界神になることを余儀なくされてしまったのである（そしてエンリルは天界への復帰を果たした）。

#### 不可解な点
物語の中でやはり不思議なのは、物語のヒロインである風神ニンリルの心理と行動であろう。処女であったニンリルは母親の心配をよそに気ままに出掛け、エンリルに口説かれた際には「私のヴァギナは妊娠を知らないし、唇はキスを知らない」と言うあられもない対応をした。年頃の少女として性に興味があったのかも知れず、現代裁判ならば「和姦」とさえ捉えられてしまう可能性が無きにしも非ずである。
ところが、シュメール社会においては和姦か否かに関わらず「正式な段取り」を踏まずに処女を手籠にすることは決して許されることではなく、エンリルの犯した罪は重かったために厳重に処罰されなければならなかった。これは当時の神々の世界だけでなく人間社会にも通ずる価値観であり、ウル・ナンム法典の第6条でも「床入り前の女性を暴力に及んで犯したらば、その男性は殺されるべきである」との旨が刻まれている。
そして、本来憎んで当然であるはずのエンリルをなぜ追ったのか。子を授かったことで恋しく思ったのだとしたら、契りを結んだ本人ではない、初対面であるはずの門番 / 河の人 / 船の人（のふりをしたエンリル）とも交わることに説明がつかない。この辺りを補足するニンリルの心理描写は皆無で、ニンリルから逃げるエンリルの心理についても作中では特に明記されていないため、詳細は不明である。

### ギルガメシュ叙事詩
現存する最古の英雄譚の1つ『ギルガメシュ叙事詩』に登場するエンリルは、理不尽な決定によって主人公ギルガメシュの親友エンキドゥを死に至らしめた。
エンリルが起こした大洪水後のこと。エンリルは人間たちへの脅威として、レバノン杉の森にフンババという自然神を守人として定めた。フンババは全悪と呼ばれる恐ろしい怪物であり、太陽神でありながら正義も司るシャマシュはフンババを良く思っていなかった。そんなあるとき、主人公ギルガメシュはシャマシュの加護を受けエンキドゥと共にフンババ退治に成功する。その後に展開されるイシュタルとギルガメシュの恋沙汰を巡って、エンキドゥはイシュタルを激しく罵倒し挑発的な行動を取ってしまう。この一連の事件を受けてアヌは会議を開催、するとエンリルはエンキドゥを処するべきであると主張した。エンキドゥは神意に逆らえず落命し、ギルガメシュは悲嘆に暮れ長らく死の恐怖に陥った。
この神話でのエンリルはエンキドゥの守護神であるが、守護対象であるエンキドゥに容赦ない制裁を浴びせている。他に確認できる行いはフンババを派遣したこと・ギルガメシュに知恵と王権を授けたことであり、会議のシーン以外ではほとんど発言しない。なお、大洪水伝説ではエアと衝突することの多いエンリルだが、『ギルガメシュ叙事詩』ではシャマシュと対立し口論を展開させている。

## 大洪水伝説
現代に伝わる古代メソポタミアの洪水伝説は、『シュメール版大洪水伝説』『アトラ・ハシース』『ギルガメシュ叙事詩』それぞれ3つの説話から成り立つが、断片的に語られているものまで含めると『エラ神話』『シュメール王名表』『バビロニア誌』も該当する。内容はそれぞれ大差なく、エンリルの怒りを以ってもたらされた洪水からエアの機転と賢人が人類を救い、大洪水で流された世界は新しく生まれ変わる、という筋書きを持つ。また、安易に人類一掃を目論むエンリルに対し、彼の弟に当たるエアは全知全能かつ人類に対し好意的なため、この兄弟は神話内でしばしば対立している。

### シュメールの大洪水
シュメール版の『大洪水伝説』は古バビロニア時代に書かれたとされる粘土版でニップルから出土したが、破損が多く全体の1/4程度しか内容が分かっていない。
アヌ・エンリル・エア・ニンフルサグの4柱の神が黒頭（人間）と動植物を創り、王権が天から降り原初の5都市が築かれた。この後、神々は人間を滅ぼすための大洪水を世に送ると決める。これは「アヌとエンリルの名に懸け契られた」として絶対的な決定であった。しかしここで良く考えてみたエアは、神々を恐れ敬う慎ましい人間である王で神官のジウスドゥラに、壁際から「洪水が下されることが決定した」と告げる。ジウスドゥラはその後に続くエアの忠告に従って巨大な船を造り、大洪水に備えた。
やがて大嵐が吹きすさび、7日と7晩ものあいだ大洪水は国を荒らしていく。後にシャマシュが天地に光を放ったので、ジウスドゥラは船の窓を開け周囲の様子を窺うと、1度外へ出て神々への供物として牡牛と羊を捧げる。供物の匂いによって生き残った生物がいることを知ったアヌとエンリルは、ジウスドゥラに「永遠（とわ）の生命」を与え、更に人間と動物を救済したことを讃え遥か東方に位置する海の彼方ディルムンの地へ住まわせた。

### アッカド版1
これはジウスドゥラがアッカド語名「アトラ・ハシース」として登場する大洪水伝説。おおよその流れはシュメール版と同じであるが、異常なまでに人類を滅ぼさんとするエンリルと、それを阻止するエアとの対立が分かりやすく描かれている。
エンリルは神々に過酷な労働を強いたために反発を受けたので、彼らの不満を解消すべく人間を創った。しかし、今度は働く人間たちの行動音によって不眠症に至ったエンリルは、疫病や旱魃（かんばつ）、飢饉などを放って人類を滅ぼそうとした。だがそれらの計画はエアにより幾度となくはばまれ失敗に終わったので、ついに大洪水を引き起こす。エアから助言を受けたアトラ・ハシースは船を造り、家族や動物を乗せ避難。7日と7晩に渡ってもたらされた大洪水は人類を滅亡させたが、アトラ・ハシースの船一行が助かったことで入れ知恵を働いたことが知られたエアは、神々から非難を受ける。エアは、今後人間が増えすぎないようにするための措置として人類に不妊などを定めた。

### アッカド版2
『ギルガメシュ叙事詩』は、ジウスドゥラがウトナピシュティムへと名前を変えて登場する物語。
あるとき神々は大洪水を送ることを企むが、エアがウトナピシュティムにそのことを漏えい、事の次第を悟ったウトナピシュティムは船を造って親族や動物を乗り込ませた。神でさえも怖れおののく凄まじい嵐を7日耐え、ウトナピシュティムは神々に供物を捧げる。生き残った種族がいることを知ってエンリルは激怒したが、エアの執り成しによってウトナピシュティムとその妻を祝福、神々の序列に招いて（不死の生命を与え）遥か遠くの河口（おそらくディルムン）に住むように命じた。

### エンリルと洪水
エンリル、ないし神々がもたらす大洪水は当時のシュメールにおいて人間が何よりも怖れたものであった。この大洪水にまつわる比喩表現はいくつもあり、その多くがエンリルに結び付けられている。
例えば古代メソポタミアの軍神ニヌルタ（シュメールのニンギルス）は、彼が持つ軍神としての凄まじい破壊力をエンリルに例えて「王、エンリル神の洪水」「エンリル神の勇士」と呼ばれている。また、異民族（グティ人）の流入による王朝の衰退を「アッカド王朝第4代の王ナラム・シンがエンリルの神殿を汚したために都市に神罰が下ったためである」という論法を展開した者もいた。グティ人の襲来は「エンリルが送る大洪水のごとくであった」と表現されたが、これは「エンリルがもたらす罰であるならば逆らう意向はない」として、受け入れがたい蛮族侵入を納得するための自己弁護である。

## エンリルの道
古代メソポタミア地域の天文学史料として貴重な粘土版「ムル・アピン」によれば、星の動きに関連する現象の記録などが刻まれており、最初の部分に天界の最高神3柱に由来する「71個の星のリスト」が確認された。
この3柱の神とは言うまでもなくアヌ・エンリル・エアのことである。それぞれの神名をなぞって3つの地域に星々を住み分け、最上層を「アヌの道」として23個、中層を「エンリルの道」として33個、最下層を「エアの道」として15個、全部で71個の星が3柱の神の名の下に命名された。この内「エンリルの道」には星座だけでなく、木星のように惑星も分類されている。

## その他
ニンリルの件やアトラ・ハシース伝説に見るように、エンリルはその短慮さから幾度にも渡り神々から反逆を受けた。『アンズー神話』においては自身が所持する天命の書版を随獣であるアンズーに奪われるという失態もさらす。しかしながら、エンリルは度重なる危機に瀕しても至高神としての座を譲らず、その地位が揺らぐことはなかった。マルドゥクがベールとなった時代においても、（名目上のことではあったが）エンリルは神々の指導者として君臨していたとされる。